# Fluggesellschaft

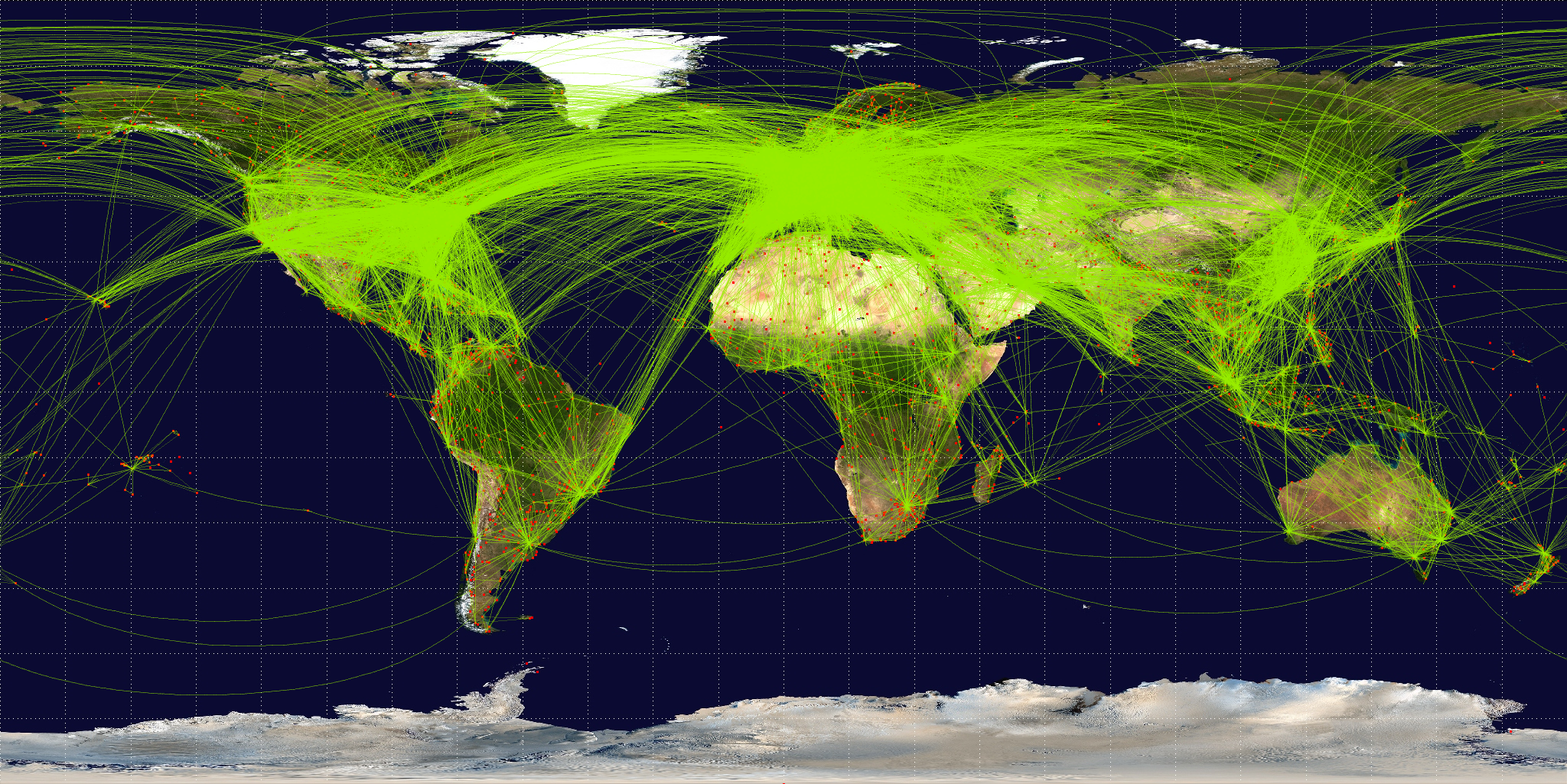
Das globale Routennetz ziviler Fluggesellschaften im Jahr 2009

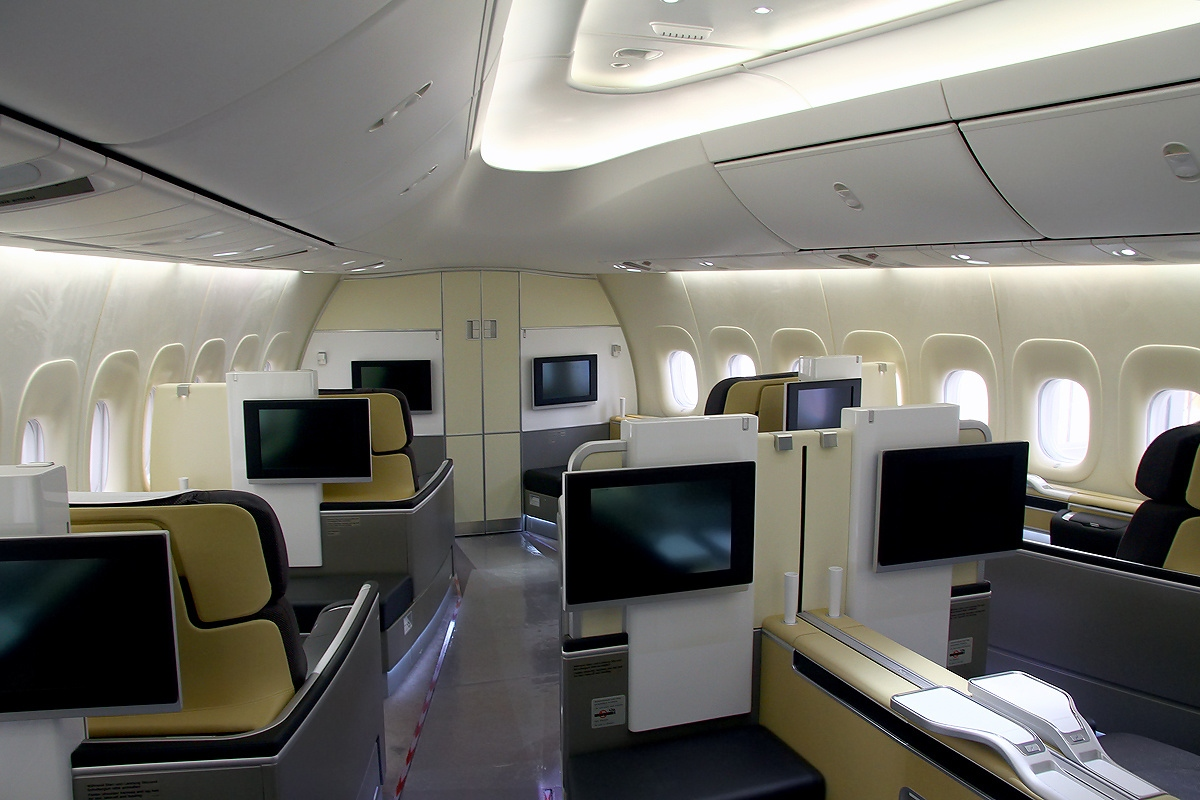
First-Class-Kabine in einer Boeing 747 der Lufthansa

Eine Fluggesellschaft (englisch airline) ist ein Luftfahrtunternehmen, das erwerbsmäßig den Personen- oder Frachttransport auf dem Luftweg betreibt.
Fluggesellschaften sind Verkehrsunternehmen, die auf dem Verkehrsmarkt als Anbieter von Verkehrsleistungen auftreten und dabei sowohl den Linienverkehr als auch den Charterverkehr durchführen. Charakteristisch für Airlines im Gegensatz zu anderen Verkehrsunternehmen ist, dass sie überwiegend als Firmenmarken mit hohem Bekanntheitsgrad auftreten (Lufthansa, British Airways oder Singapore Airlines).

## Geschichte

### Die erste Fluggesellschaft der Welt

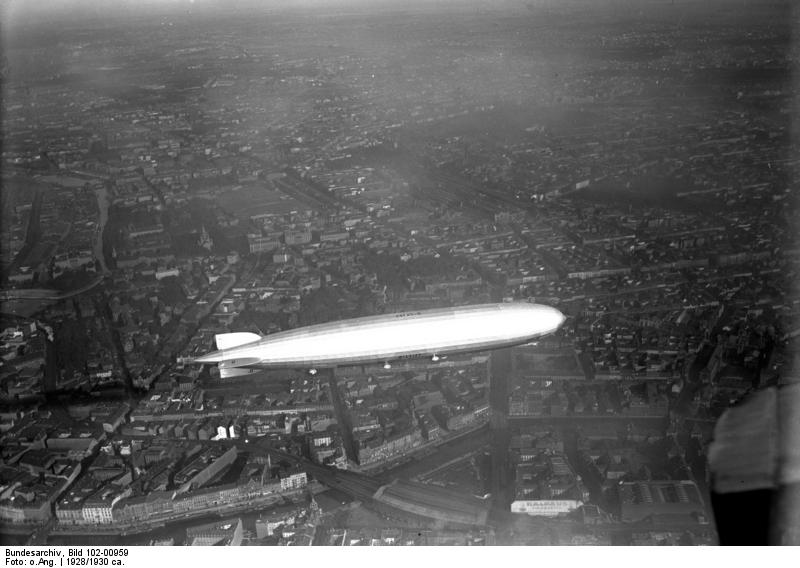
LZ-127 Graf Zeppelin über Berlin im Auftrag der DELAG, der ersten Fluggesellschaft weltweit (1909 in Frankfurt gegründet)

Am 16. November 1909 gründete Ferdinand Graf von Zeppelin in Frankfurt am Main die erste Luftfahrtgesellschaft der Welt: die „DELAG“ („Deutsche Luftschifffahrt-Aktiengesellschaft“), die zwischen 1910 und 1913 etwa 34.000 Passagiere mit Zeppelinen transportierte. Weiterhin startete am 10. Juni 1912 der Doppeldecker „Gelber Hund“ als erstes Postflugzeug vom Flughafen Frankfurt-Rebstock zum Flughafen Darmstadt.
Es folgten weitere Gesellschaften, und schon 1913 war ein Verkehrsnetz zwischen Düsseldorf, Baden-Oos, Berlin-Johannisthal, Gotha, Frankfurt am Main, Hamburg, Dresden und Leipzig entstanden. Der Erste Weltkrieg verhinderte jedoch den geplanten Anschluss europäischer Hauptstädte.

### Aufschwung im Nachkriegseuropa
Nach Ende des Ersten Weltkriegs baute die Royal Air Force einige D.H.4-Maschinen zu Passagiermaschinen um und betrieb den ersten Nachkriegs-Passagier- und -Postverkehr zwischen London und Paris. Die französische Fluggesellschaft „Lignes Aériennes Latécoère“ nahm Weihnachten 1918 den Flugbetrieb zwischen Toulouse und Barcelona auf, und am 5. Februar 1919 gründete die „Deutsche Luftreederei“, ein Vorläufer der Lufthansa, einen regelmäßigen Passagierverkehr zwischen Berlin und Weimar. In den darauffolgenden Jahren entstanden viele weitere Gesellschaften und Strecken, so zum Beispiel die französische „Compagnie des Messageries Aériennes“, die britische Aircraft Transport & Travel, die schweizerische Ad Astra Aero (die spätere Swissair) sowie die niederländische KLM (Koninklijke Luchtvaart Maatschappij‚ Königliche Luftfahrtgesellschaft‘).
In Frankfurt wurde mit der städtischen „Südwestdeutschen Luftverkehrs-AG“ ein planmäßiger Luftverkehrsdienst eingeführt, und mit dem am 6. Januar 1926 durchgeführten Zusammenschluss der führenden deutschen Luftverkehrsgesellschaften „Deutscher Aero Lloyd AG“ und „Junkers-Luftverkehrs AG“ zur „Deutsche Luft Hansa AG“ begann der große Durchbruch des zivilen Luftverkehrs in Deutschland. Die neue staatliche Luftverkehrsgesellschaft entwickelte sich sehr zufriedenstellend, und bereits ein Jahr nach ihrer Gründung nahm die „Luft Hansa“ den Passagiertransport in Europa sowie nach Fernost und Südamerika auf.

### Boom in den USA
In den USA war die Entwicklung der zivilen Luftfahrt anfangs noch nicht so weit vorangeschritten wie in Europa, was sich am 19. Mai 1927 jedoch ändern sollte, als Charles Lindbergh den ersten erfolgreichen Solo-Transatlantikflug durchführte. Durch diesen bahnbrechenden Erfolg erlebten der amerikanische Flugzeugbau und die dortigen Fluggesellschaften einen gewaltigen Aufschwung. Im Jahr 1926 hatte es in den USA zwölf Fluggesellschaften gegeben, 1928 waren es bereits 25. Im Jahr 1930 unternahmen amerikanische Fluggesellschaften bereits doppelt so viele Flüge wie alle europäischen Fluggesellschaften zusammengenommen.

## Fluggesellschaften heute

### Staatlich betriebene Fluggesellschaften
Bis vor wenigen Jahren wurden die meisten – oftmals defizitären – Fluggesellschaften staatlich betrieben oder zumindest als Prestigeobjekt staatlich gefördert. Diese Luftverkehrsunternehmen bezeichnet man auch als „Flag-Carrier“, da sie sozusagen unter der Flagge eines Landes fliegen. Staatliche Flag-Carrier sind auf Grund der bereitstehenden öffentlichen Gelder den normalen Erfordernissen des Marktes nicht zwingend unterworfen; negative Betriebsergebnisse wurden häufig durch großzügige Zuwendungen seitens der jeweiligen Regierungen ausgeglichen.
In Deutschland handelte es sich hierbei – bis zur vorgenommenen Privatisierung – um die Lufthansa und in Österreich, ebenfalls bis zur Privatisierung, um die Austrian Airlines (AUA).
In Großbritannien war es British Airways, in Frankreich war es die Air France (AF). AF verlor am 3. Juni 1998 die Bezeichnung „Nationale Gesellschaft“; ihre Aktie wird seit dem 22. Februar 1999 an der Börse gehandelt.
In Italien war es die Alitalia, in Spanien die Iberia. In Japan war es Japan Airlines.
In Vietnam ist es Vietnam Airlines, in Thailand Thai Airways usw.
Das EU-Recht enthält ein generelles Beihilfeverbot. Zuständig ist der EU-Wettbewerbskommissar.

### Privatisierung und Liberalisierung des Luftverkehrs
Durch die zunehmende Liberalisierung sowie durch die entsprechende Deregulierung seitens Behörden und Regierungen entwickeln sich immer mehr traditionelle Staatslinien zu privaten Linienfluggesellschaften, die sich auf dem freien Markt bewähren müssen.

### Charterfluggesellschaften
Die Charterfluggesellschaften, auch bekannt geworden als „Ferienfluggesellschaften“, bieten in der Regel keine eigenen Flüge an, sondern leisten unter ihrem jeweiligen Markennamen bedarfsabhängig Flugdienste für Touristik-Unternehmen oder auch Privatpersonen.

### Billigfluggesellschaften
Neben den herkömmlichen staatlichen und privaten Fluggesellschaften etablieren sich zunehmend Billigfluggesellschaften (engl. Low Cost Carrier). Sie bedienen vorrangig Verbindungen im Kurz- und Mittelstreckenbereich zu besonders günstigen Preisen. Der Gewinn resultiert aus der hohen Auslastung und dem kurzen Umlauf der Flugzeuge nach dem Shuttle-Prinzip. Die niedrigen Preise werden allerdings mit Einschränkungen bezüglich Flexibilität, Service und Komfort (z. B. Sitzabstand) angeboten. Ein kostenloses Umbuchen auf Flüge zu anderen Flugzeiten ist nicht möglich. Verpflegung an Bord gibt es nur gegen Aufpreis, die An- und Abflughäfen liegen häufig abseits der großen Verkehrsflughäfen. Neben den Flugpreisen sind oftmals diverse Zusatzgebühren wie z. B. für aufzugebendes Gepäck bei zugleich geringerer Freigepäckgrenze zu entrichten. Die Nutzung kleinerer Regionalflughäfen bedeutet Ersparnisse der Gesellschaften bei Start-, Lande-, Abfertigungs- und Abstellgebühren. Da Billigfluggesellschaften oft einen erheblichen Anteil des Verkehrsaufkommens der bedienten Flughäfen ausmachen, können sie in Verhandlungen besonderen Druck zur Senkung der Gebühren ausüben und damit drohen, große Teile des Flugprogrammes oder alle Flüge zu verlegen. Ein besonderer Nachteil für die Passagiere ist die teils schlechte Anbindung an eine bestehende Infrastruktur, wie Autobahnen, Zugverbindungen oder die Lage weit ab von städtischen Ballungszentren. Dies wird von vielen Kunden jedoch akzeptiert, da der Preisvorteil überwiegt.

### Frachtfluggesellschaften
Bei Frachtfluggesellschaften (engl. Cargo Carrier) handelt es sich um Fluggesellschaften, die sich meist mit speziell für diesen Zweck konstruierten Frachtflugzeugen auf den reinen Frachttransport im Linien- oder Charterverkehr konzentrieren. Dieser Markt gewinnt auf Grund der zusammenwachsenden globalen Wirtschaftsmärkte zunehmend an Bedeutung. Diese Entwicklung führte in der Luftfrachtsparte in den vergangenen Jahren zu Wachstumsraten, wie sie in anderen Bereichen kaum erreicht wurden. Im Paket- und Kurierdienst führt dies teilweise sogar zu deutlich größeren Flotten gegenüber Passagierfluggesellschaften. So bestehen die Flotten von bekannten Kuriertransportunternehmen, wie Federal Express, DHL oder UPS, aus teilweise über 600 Flugzeugen, wohingegen Fluggesellschaften mit Schwerpunkt Passagiertransport selten mehr als 400 Flugzeuge betreiben. Die großen Vorteile des luftgestützten Frachttransportes, zum Beispiel gegenüber der Seefracht, sind insbesondere die Zeitersparnis zwischen Produktion und Produktionserlös bei gleichzeitiger Erschließung von Märkten weit jenseits der Produktionsstätten. Massengüter, wie Kohle oder Getreide, sind allerdings bei Frachtfluggesellschaften die Ausnahme, es sei denn, sie werden von Regierungen oder humanitären Hilfsorganisationen zur Notversorgung in Krisen- oder Dürregebieten gechartert (siehe auch Berliner Luftbrücke). Auf einigen Strecken, vor allem im Verkehr zwischen Ostasien und Europa ist zunehmend die Eisenbahn eine Konkurrenz. Zwar können Transporte über die Transsibirische Eisenbahn oder die „neue Seidenstraße“ nicht so schnell abgewickelt werden wie mit dem Flugzeug oder so billig wie mit dem Schiff, aber die Bahn ist deutlich billiger als das Flugzeug und dabei schneller als das Schiff was für immer mehr Frachtkunden attraktiv ist.
Einige im Passagierverkehr etablierte Fluggesellschaften betreiben daneben eigene Frachtfluggesellschaften. Beispiele dafür sind die Lufthansa Cargo, eine 100-prozentige Tochtergesellschaft des Lufthansa-Konzerns, oder die Singapore Airlines Cargo als Tochterairline der Singapore Airlines. Diese Unternehmen befördern die Fracht nicht ausschließlich mit reinen Frachtflugzeugen, sondern daneben auch als Beiladung auf Passagierflügen der Muttergesellschaften, da die meisten Passagierflugzeuge auch eine begrenzte Frachtkapazität bieten.

### Gesellschaften mit Spezialfluggeräten
Einige Gesellschaften betreiben ausschließlich spezielle Flugzeugtypen und besitzen von diesen Flugzeugmustern die größte Flotte, zum Beispiel The Lightship Group (Luftschiffe) oder Maldivian Air Taxi (Wasserflugzeuge).

### Leasing von Flugzeugen
Fluggesellschaften sind nicht immer Eigentümer der von ihnen eingesetzten Flugzeuge – auch in der Luftfahrt haben sich verschiedene Möglichkeiten zur Finanzierung von teuren Investitionsgütern durchgesetzt. Häufig werden Luftfahrzeuge geleast, wobei es die Formen des „Dry Leasing“ und des „Wet Leasing“ gibt. Beim „Dry Leasing“ muss die Fluggesellschaft eine eigene Bord-Crew stellen, beim „Wet Leasing“ wird hingegen auch das Bordpersonal einschließlich Piloten zur Verfügung gestellt. Im Unterschied zur Inanspruchnahme von Charterfluggesellschaften haben die Leasingnehmer völlig freie Dispositionsbefugnis hinsichtlich Flugzeiten und Flugstrecken. Auf diesem – teilweise sehr lukrativen – Markt haben sich in den vergangenen Jahren einige sehr große Leasinggesellschaften etabliert. So zum Beispiel GECAS, eine Tochter des General-Electric-Konzerns, sowie die ILFC, die durch teils spektakuläre Flugzeugbestellmengen regelmäßig auch die Aufmerksamkeit der Presse erregt.

### Codierung
Sowohl die IATA als auch die ICAO vergeben Kürzel an Fluggesellschaften, um sie in standardisierter Form referenzieren zu können. Dabei sind die IATA-Airline-Codes deutlich geläufiger als die ICAO-Codes. IATA-Codes sind immer zweistellig und bestehen aus Großbuchstaben bzw. höchstens einer Ziffer. Aufgrund der Knappheit der Codes sind sie gerade bei jüngeren Fluggesellschaften weder herleitbar noch eindeutig. Beispiele: LH für Lufthansa, X3 für TUIfly, 4Y für Eurowings Discover und Airbus Industrie.
Diese Codes finden sich in Flugplänen in der Flugnummer wieder, wie auch auf dem Ticket (ebenfalls in der Flugnummer), und auch am Flughafen in der Anzeige der abgehenden Flüge.
Der weniger geläufige ICAO-Airline-Code für Fluggesellschaften ist gemäß ICAO Dokument 8585 dreistellig.

## Sicherheit
Die Überwachung der Einhaltung der Sicherheitsstandards durch die Fluggesellschaften zur Gewährleistung der Flugsicherheit unterliegt weltweit verschiedenen Institutionen. In der EU ist dies die Europäische Agentur für Flugsicherheit (EASA), in den USA die Federal Aviation Administration (FAA). In Abstimmung mit der EASA und den nationalen Flugsicherheitsbehörden – in Deutschland: Luftfahrt-Bundesamt (LBA), in der Schweiz: Bundesamt für Zivilluftfahrt (BAZL), in Österreich: Oberste Zivilluftfahrtbehörde (OZB) – untersagt die Europäische Kommission für unsicher erachteten Fluggesellschaften den Betrieb im Europäischen Luftraum. Die EU-Flugsicherheitsliste wird regelmäßig im Amtsblatt der Europäischen Union und auf der Website der Europäischen Kommission veröffentlicht.